# Étienne-Jean Delécluze

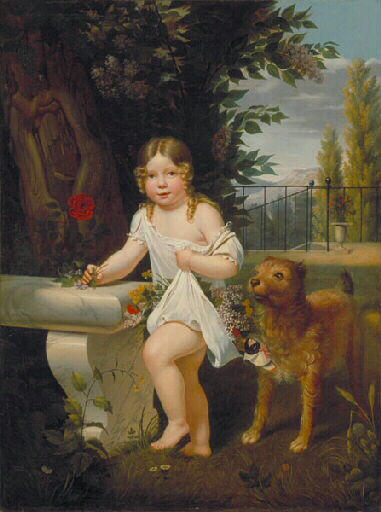
Pour mon papa, pintura d'Etienne-Jean Delécluze de 1818 al Musée des Ursulines a Mâcon

Etienne-Jean Delécluze (París, 1781 - Versalles 1863) pintor i crític d'art francès.
A partir de 1797 va ser alumne de Jacques Louis David, el taller del qual va descriure a les seves memòries i on va fer el seu aprenentatge durant 3 a 4 anys.
Fou un dels alumnes favorits del seu mestre, essent l'únic convidat a l'últim sopar de David a França, abans de la seva sortida en exili cap a Brussel·les l'any 1816.
Va ser principalment un pintor d'història però poc dels seus quadres s'han conservat.
A partir de 1822, es converteix en crític d'art per al diari conservador Journal des débats i va escriure més tard sobre literatura i música.
El seu llibre Louis David, són école et son temps, (París, 1855), és una descripció de la carrera i l'escola del seu antic mestre, i es considera encara com una obra de referència sobre Jacques Louis David.